# Asamblea Constituyente de La Victoria de 1863
La Asamblea Constituyente de La Victoria fue la Asamblea Constituyente encargada del traspaso y seguimiento de los acuerdos pactados en el Convenio de Coche entre los conservadores y federales al terminar la guerra.
También tuvo como funciones la de legislar al Estado y administrar durante su breve período las funciones que había dejado el Congreso de la República.

## Antecedentes
Durante la Guerra Federal, tanto conservadores y federales vieron la necesidad de poner fin al conflicto,  el 23 de mayo de 1863 Pedro José Rojas en representación del gobierno central firmó junto a Antonio Guzmán Blanco quien fue secretario general del presidente de la Federación (Juan Crisóstomo Falcón) firman el Convenio de Coche para dar por terminada la guerra.

## Elección
La elección de los 80 miembros de la Asamblea fue en reparto por igual para liberales 40 y para conservadores 40, la cual sería designados por sus propios grupos, siendo Páez el que designó aparte de los miembros del Partido Conservador y Falcón la del  Partido Liberal, pese a esto, hubo varios grupos que no acataron ni el Convenio firmado y mucho menos la formación de la Asamblea, lo cual dejó a la vista la resistencia de varios focos que persistieron, el cual destaca el Asedió de Puerto Cabello finalmente tomada el 4 de octubre de 1863 luego de sitiarla durante cuatro meses.

## Historia
El 15 de junio se realiza la reunión en La Victoria con la participación de los representantes tanto de los federales como de los conservadores, según lo consagrado en los términos del Convenio de Coche.
Dos días más tarde el presidente José Antonio Páez presenta su renuncia como Jefe Supremo de la República ante la Asamblea, lo cual da por termina su dictadura, de esta manera le da paso libre al general Juan Crisóstomo Falcón de llegar a Caracas para encargarse de la Presidencia de la República.
El 12 de agosto del mismo año presidente provisional Juan Crisóstomo Falcón convoca a elecciones directas para elegir a los diputados que conformarían la nueva Asamblea Constituyente, la cual se fija el 10 de diciembre de 1863.
Una vez instalada la nueva Asamblea Nacional Constituyente el 24 de diciembre con la participación de 69 diputados de los 100 elegidos que representaron a todos los Estados. Por lo cual dio por terminada las sesiones de la Asamblea Constituyente de La victoria convocada bajo los auspicios del Convenio de Coche.

## Actividad
Durante el corto período de tiempo que funcionó la Asamblea de junio a diciembre de 1863 se realizaron varias actividades limitadas con la intención de establecer las bases para la conformación de la Asamblea Constituyente de la Federación con el propósito de reformar la constitución y la de establecer un Estado Federal el cual serían finalmente establecida en 1864.

### Renuncia de Páez
Durante el comienzo de secciones la Asamblea Constituyente aceptó la renuncia de Páez, en consagración del acuerdo que puso fin a la Guerra Federal.

### Gobierno provisional de Falcón
En vista de la renuncia del general Páez, Falcón se hace cargo del Ejecutivo Nacional de manera provisional, el cual igualmente sería ratificado como tal por la Asamblea de la Federación poco después de finalizadas las sesiones. Adicionalmente a esto, la Asamblea designó a Antonio Guzmán Blanco como Vicepresidente de la República.

### Composición
La Asamblea Constituyente estaba compuesta de partes iguales nombradas por los federales y los conservadores, con el propósito de realizar la transferencia de poder de manera pacífica creando un cuerpo legislativo mixto por ambos grupos políticos. Los cuales daban seguimiento al cumplimiento de los acuerdos hasta la instalación de la nueva Asamblea.